# Євстратов Дмитро Павлович
Дмитро́ Па́влович Євстра́тов (нар. 1912, село Колісниківка, тепер Харківської області — ?) — український радянський діяч, шахтар, бригадир робітників очисного вибою шахти імені Леніна тресту «Макіїввугілля» Сталінської (Донецької) області. Герой Соціалістичної Праці (26.04.1957). Депутат Верховної Ради СРСР 5-го скликання.

## Життєпис
Народився 1912 року в селянській родині. Батько загинув на фронтах Першоїх світової війни, у 1921 році померла мати. Освіта неповна середня.
З 1929 року — вибійник на шахтах «Іван» (імені Леніна), «Володимир», «Софія» міста Макіївки на Донбасі.
З 1943 року — вибійник, з 1956 року — бригадир бригади робітників очисного вибою шахти імені Леніна тресту «Макіїввугілля» міста Макіївки Сталінської (Донецької) області.
Член КПРС з 1961 року.
Потім — на пенсії. Помер.

## Нагороди
- Герой Соціалістичної Праці (26.04.1957)
- два ордени Леніна (,26.04.1957)
- медаль «За доблесну працю у Великій Вітчизняній війні 1941—1945 рр.»
- медаль «За відбудову вугільних шахт Донбасу»
- медаль «За трудову доблесть»
- медалі
- значок «Почесний шахтар»